# アクセル・トスカ
アクセル・トスカ（Axel Tosca, 1985年1月27日 - ）は、キューバの首都ハバナ生まれで、現在はアメリカ合衆国ニューヨーク在住のジャズミュージシャン。世界的にも知られるキューバの歌手シオマラ・ラウガーを母に、キューバのシンガーソングライター、アルベルト・トスカ（Alberto Tosca (スペイン語)）を父に持つ。

## 略歴
シンガーソングライターであり、ギターとトレス（キューバのギター）奏者である父アルベルト・トスカと世界的に著名な歌手である母シオマラ・ラウガー（現在アメリカ合衆国マサチューセツ州在住）から音楽家としての影響を大きく受け、幼少時からキューバの伝統的な音楽に囲まれて育つ。初めて興味を持った楽器はギターで、その後7歳の頃にピアノを始め、その頃に歌も始めた。また、キシマラ・ラウガーの音楽監督をしていたオマール・ソーサも彼に多大な影響を与えた。アクセルは現在も母親と音楽活動を共に行っている。
15歳の時に、ティンバ（キューバンサルサ）のバンド、デニス・イ・ス・スイング (Denis y su Swing) に参加、そこでティンバのグルーブを学ぶ。
その後、歌手の「テテ・カトゥーラ」ことテレサ・グラシア・カトゥーラ、ラテンジャズのレジェンド、ボビー・カルカセス (Bobby Carcases)、キューバン・ヒップホップ・グループ、ザ・ルーツ (The Roots)、ミゲル・セルト (Miguel Ceruto)、ブエナ・ビスタ・ソシアルクラブのティンバレス奏者アマディート・バルデスなどと共演を行う。アマディート・バルデスは、彼にとってアメリカに拠点を移す決心のきっかけとなる。
2005年、アメリカ合衆国へ移住。その後2年間、ラスベガスで行われるアメリカで最も大きなキューバのショー、ハバナ・ナイト (Havana Night) に出演する。その時にジョージ・クリントン&パーラメント、ファンカデリックにスカウトされる。
2009年にはニューヨークに拠点を移し、ニュー・スクール・オブ・コンテンポラリー・ジャズ/パーソン大学（New School of Contemporary Jazz/Parson University）にて奨学金を得、学士号を取得。同時期に彼のグループ（アマウリ・コスタとのコラボレーション）“(U)nity”を結成。現在の所2枚のアルバム、“Peace -Love & Music” “(U)nity is Power”）を制作。スティーブ・ガッド、ピノ・パラディーノ、DJ Little Louie Vega、リサ・フィッシャー、ソウル・II・ソウルのキャロン・ウィーラー、ベベ・ウィナンス、クラーク・シスターズ等と共演。
母親であるシオマラ・ラウガーの2枚のアルバム『La Voz』（2010年）、『Tears and Rumba』（2015年）をプロデュース。
その他、Michael Moog、Gary Haus、Jeff “Tain” Watts、James Genus、Ron Blake、Roy Hargrove、Luques Curtis、Giovani Hidalgo、Luis Salinas、Candido Camero、Pablo Milanes らと共演。

## 映画『Cu-Bop』
キューバ人ミュージシャンを描いた、日本とキューバの合作ドキュメンタリー映画『Cu-Bop CUBA~New York music documentary』に主演。

## ディスコグラフィ

### アルバム
- Axel Tosca（2016年、Alfi）